# 시리다르 칠랄
시리다르 칠랄 (1937년 1월 29일 출생)은 푸네 출신의 인도인으로, 한 손에서 가장 길게 자란 손발톱으로 총 길이 909.6센티미터(358.1인치)의 세계 기록을 보유했다. 칠랄의 가장 긴 손발톱은 엄지손톱으로, 197.8센티미터(77.87인치)에 달했다. 그는 1952년부터 손발톱을 깎지 않았다.
기록적인 손발톱을 자랑스러워했지만, 칠랄은 손가락의 기형과 왼손 기능 상실을 포함하여 손발톱의 무게로 인해 점점 더 큰 어려움을 겪었다. 그는 손발톱의 엄청난 무게로 인한 왼팔의 신경 손상이 왼쪽 귀의 청각 장애를 유발했다고 주장한다.
칠랄은 잭애스 2.5와 같은 영화와 텔레비전에 그의 손발톱을 자랑하며 출연했다.
2018년 7월 11일, 칠랄은 뉴욕의 리플리의 믿거나 말거나 박물관에서 전동 공구로 손발톱을 잘랐고, 그 손발톱은 박물관에 전시될 예정이다. 보호 장비를 착용한 기술자가 "손발톱 깎기 행사" 동안 손발톱을 잘랐다.
그의 손발톱 중 3개는 현재 네덜란드 암스테르담의 리플리의 믿거나 말거나 박물관에 전시되어 있다.

## 같이 보기
- 리 레드먼드, 양손에서 가장 긴 손톱 기록을 보유했던 사람.